# Yahoo! Messenger

Yahoo!奇摩即時通於2002－2016年使用的標誌

Yahoo! Messenger是一个流行的免费即时通讯软件，由雅虎公司开发，較早期的版本名稱為Yahoo! Pager。用户使用Yahoo! ID登入，使用同一个ID也可以访问Yahoo提供的其他服务，例如電子信箱、相簿、儲存空间和个人主页。在Yahoo! Messenger中也集成了部分其他服务的功能，例如在用户的Yahoo!邮箱中有新信件时Yahoo! Messenger会提示用户。
Yahoo! Messenger在7.0之前的版本代號為「Iceman」。7.0版的版本是一個重新開發的軟件，加入了語音通話的內容。
2007年5月2日推出線上版，並支援11種語言，可直接透過Flash驅動於網頁上和好友傳訊，雅虎宣布將於2011年11月1日，終止網上版服務。
Yahoo!奇摩即時通可以和Windows Live Messenger互通，但僅限於基本的對話功能而已，像是視訊、動畫快遞，以及其他雙方軟體所各有的獨特功能仍無法互通，Yahoo奇摩即時通與Microsoft Windows Live Messenger 的互通使用服務只提供到2013年12月14日止，同時停止服務的功能還包含Yahoo奇摩即時通公共聊天室及Yahoo奇摩即時通對講機。
2016年8月奇摩宣布終止舊版即時通服務。2018年6月，Yahoo奇摩即時通宣布因為傳播環境不斷變化，將於同年7月17日終止服務，並表示會努力打造全新的溝通工具。

## 發行歷史

### Windows版本
| 顏色 | 意思     |
| ---- | -------- |
| 紅色 | 舊版本   |
| 綠色 | 現時版本 |
| 藍色 | 未來版本 |

| 版本編號    | 發行日期       | 相關變更 |
| ----------- | -------------- | --- |
| 1.0         | 1998年3月      | - |
| 3.0         | 2000年8月      | - |
| 4.0         | 不明           | *最終支援Windows95及Windows NT |
| 5.0         | 2001年11月     | - |
| 6.0         | 2004年8月      | - |
| 7.0         | 2005年8月      | *提供Yahoo! Voice服務 *建置廣告服務 |
| 8.0         | 2006年6月      | *更名 *允許連絡Windows Live Messenger朋友 |
|             | 2007年1月8日   | *支援Windows vista操作系统 *允许多标签聊天。 *新的表情符号、图标、报警声音。 *根据用户兴趣自动创建组别。 |
| 8.1.0.239   | 2007年1月26日  | *提高通知质量，支持以800、888，877，866为开头的电话。仅支持美国， 西班牙，法国，德国，香港，新加坡。 |
| 8.1.0.249   | 2007年4月3日   | *安全更新。 |
| 8.1.0.401   | 2007年6月8日   | *安全更新。 |
| 8.1.0.416   | 2007年8月21日  | *安全更新。 |
| 9.0 Beta    | 2007年10月9日  | *新的联系人列表外观，包括大图标，可以与给发短信、即时通信、语音沟通。 *新的界面皮肤。 *新的Flickr的整合。 *内置播放器，支持视频播放与共享，无需额外插件。 *支持离线通话（需要拥有Phone Out帐号）。 *支持语音邮件。 *支持Unicode。                      |
| 9.0.0.907   | 2007年11月7日  | *朋友选项中增加：只显示朋友名称与详细资料两个设置选项。 *新增键盘快捷键。 *修复Windows vista系统下一些安装错误。 *暂时删除游戏功能。（2008年7月18日恢复） *奇虎360插件依然存在。                                                                       |
| 9.0稳定版本 | 2008年9月23日  | *新增Pingbox™功能。 *新的皮肤。 *精典表情回归。 *防打扰列表数扩展。 *内置视频和图片播放器。 *新增表情。 *联系人数据导入向导。 *随时关注好友信息的更新。 *呼叫转移（需要拥有Phone Out帐号）与支持新的语音邮件功能。 *游戏功能回归。 *优化细节上的体验。 |
| 9.0.0.2112  | 2009年1月12日  | *修复部分用户的登陆问题。 *修复Windows vista下崩溃问题，与IOLO杀毒软件冲突问题。 *「对方正在输入...」的提示改在聊天窗口顶部。 *增加离线窗口非好友提示，与垃圾信息举报。                                                                                |
| 9.0.0.2124  | 2009年1月29日  | *修复部分用户的登陆问题。 |
| 9.0.0.2128  | 2009年2月5日   | *修复部分用户的登陆问题。 |
| 9.0.0.2136  | 2009年2月23日  | *解决客户端安装问题。 *解决与部分杀毒软件、视频插件的冲突问题。 |
| 9.0.0.2152  | 2009年4月14    | *优化安全功能，增加反垃圾信息工具。 *内置媒体播放器。 *联系人列表设置细化，支持大头像。 *支持Pingbox，新的皮肤 |
| 10.0        | 2009年12月12日 | *透過「好友動態」功能可以查看連絡人在其他網站上的最新動向。 *增加多國語言支援（部份國家的版本無此功能） |
| 10.0.0.542  | 2009年9月29日  | *摄像头检测逻辑的改进。 *关于视频通话按键变灰的说明。 *平滑处理未应答呼叫。 |
| 10.0.0.1102 | 2009年11月12日 | *支援Windows7系统。 *提供高质量视频通话。 *即时关注好友Twitter内容更新、 *美国版本雅虎通支持16种语言转换。 |
| 10.0.0.1241 | 2010年3月2日   | *增强视频通话的功能与稳定性。 *提升Windows7系统下视频通话的兼容性 |
| 10.0.0.1258 | 2010年3月23日  | *安全性增强。 |
| 11.5.0.228  | 2011年8月      | *可分享動態至Facebook、Twitter |

## Yahoo! Messenger 通訊協定
Yahoo! Messenger 通訊協定（YMSG）是一種由Yahoo! Messenger所使用的通訊協定。Yahoo! Messenger 除了即時傳輸文字通訊外，還提供包括離線留言、檔案傳輸、語音交談、視訊通話、大頭貼等。
封包結構
Yahoo!自定義的封包結構如下：
```
  <------- 4B -------><------- 4B -------><---2B---->
   ┌──────────────────┬───────────────────┬──────────┐
   |      Y M S G     |      協定版本      | 資料長度 |
   ├──────────┬───────┴────────┬──────────┴──────────┤
   | 服務代碼  |     狀態代碼    |     Session編號     |
   ├──────────┴────────────────┴─────────────────────┤
   |                                                 |
   :                    資料內容                      :
   |                   0 ~ 65535                     |
   └─────────────────────────────────────────────────┘
```

- YMSG為其標頭，代表此封包為Yahoo! Messenger使用。
- 協定版本代表使用的協定版本號。
- 資料長度取決於資料內容的總大小，理論值為0~65535，因為有兩個位元組。
- 服務代碼、狀態代碼可參考下方文獻。
- Session編號由伺服器提供，第一次連線時為0，伺服器可隨時改變Session編號。
- 資料內容理論可達65535的長度，實際上不會超過1000位元組。資料內容以0xC080作分隔。

## 外部連結
- Yahoo!奇摩即時通（美國） （页面存档备份，存于）（英文）
- Yahoo!奇摩即時通（臺灣） （页面存档备份，存于）（繁體中文）
- Yahoo!奇摩即時通（香港） （页面存档备份，存于）（繁體中文）
- Yahoo! Messenger Blog （页面存档备份，存于）
- Yahoo! Messenger網路版即時通 （页面存档备份，存于）（繁體中文）
- Yahoo! Messenger網路版即時通 （页面存档备份，存于）（英文）
- Yahoo即時通開發套件 （页面存档备份，存于）（繁體中文）